# Casa de Chile en México
La Casa de Chile en México fue una casa en la Ciudad de México destinada a recibir a personas víctimas de expatriación masiva, de manera forzada o voluntaria, producto del exilio político durante la dictadura militar de Chile. La casa se convertiría, además del refugio para personas recién llegadas desde el país, en punto de encuentro de la comunidad exiliada y en una "embajada informal", dada la ruptura de relaciones diplomáticas de México en protesta por el golpe de Estado en Chile de 1973. Funcionó de 1974 a 1993.

## Historia
El gobierno mexicano sostuvo relaciones diplomáticas con el chileno durante el gobierno democrático de Salvador Allende. Producto de ello fue la visita de éste a México en 1972, en donde pronunció un discurso famoso en la Universidad de Guadalajara. A partir del 11 de septiembre de 1973, fecha del golpe de Estado al gobierno encabezado por Allende, cientos de personas militantes o colaboradores comunistas y socialistas, salieron de manera forzada o voluntaria de su país evitando la detención arbitraria, la ejecución extrajudicial o la desaparición forzada, practicada de manera sistemática por el dictadura militar de Chile.
El gobierno mexicano decidió fundar la Casa de Chile en México, un inmueble en la calle Mayorazgo de la colonia Xoco, al sur de la capital mexicana. Fue inaugurada un año después del golpe de Estado, en 1974. Años después se mudó a una casa en la colonia San José Insurgentes, donde funcionó hasta su cierre cuando se restablecieron las relaciones diplomáticas de México con Chile.

### Presidentes
- Pedro Vuskovic Bravo (Partido Socialista de Chile), 1974-1976.
- Hugo Miranda Ramírez (Partido Radical de Chile), 1976-1989.
- Galo Gómez Oyarzún (Partido Socialista de Chile), 1989-1993.[5]

### Funciones
La casa surgió como sitio de estancia para personas exiliadas de Chile, entre las que se encontraron Hortensia Bussi, Anselmo Sule y Pedro Vuskovic, entre muchas otras. Además, servía como sitio de reuniones políticas, de coordinación del activismo hacia el país y de los distintos comités de solidaridad a la disidencia a la Dictadura Militar como la Secretaría de Solidaridad para América Latina.

Pero los niños exiliados sabíamos que éramos distintos: nuestras familias estaban lejos. Los tíos eran los adultos exiliados a los que veíamos en la Casa Chile, esa embajada informal que nos proporcionó el Gobierno de México para reuniones y realizar activismo político en la distancia. En ese lugar me encontraba con muchos niños en la misma condición. Éramos una especie de boy scouts de la infancia exiliada a la que, sin embargo, nunca se nos habló directamente de la dimensión traumática del Golpe
Guido Camú

Asimismo fungió como centro cultural en donde la comunidad chilena podía continuar disfrutando de la cultura de su país. En ese recinto se realizaron conferencias, paneles, mesas de discusión y actividades artísticas como talleres culturales y concursos. Asimismo editó la publicación Cuadernos de la Casa de Chile en México y el medio Informativo Casa de Chile, de distribución interior y hacia los comités en el extranjero. Asimismo se realizaron grabaciones radiofónicas emitidas por onda corta desde Radio México, y comunicados de prensa que se distribuían a agencias de noticias internacionales y a medios con gobiernos socialistas como la Unión Soviética, Cuba y la República Democrática de Alemania. Brindó asistencia en los trámites consulares a las personas exiliadas y coordinó acciones de solidaridad para las víctimas del terremoto del 19 de septiembre de 1985.
Debido al proceso de retorno a la democracia y la posibilidad de la vuelta a Chile por personas exiliadas, las funciones de la casa quedaron superadas, por lo que la casa dejó de funcionar en 1993. Desde esa época funge como sede del Festival Internacional Cervantino.
En 2015 fue visitada por la entonces presidenta Michelle Bachelet. En 2017 los archivos documentales de la casa fueron entregados al Museo de la Memoria y los Derechos Humanos en Chile.